# Halowe Mistrzostwa Świata w Lekkoatletyce 2018 – trójskok mężczyzn
Trójskok mężczyzn – jedna z konkurencji technicznych rozgrywanych podczas halowych lekkoatletycznych mistrzostw świata w Arena Birmingham w Birmingham.
Tytułu mistrzowskiego nie obronił Chińczyk Dong Bin, który zajął ósme miejsce. Złoty medal wywalczył Amerykanin Will Claye.

## Terminarz
| Data    | Godzina |       |
| ------- | ------- | ----- |
| 3 marca | 19:08   | Finał |

## Wyniki
| WR – rekord świata \| CR – rekord mistrzostw świata \| NR – rekord kraju \| AR – rekord kontynentu \| WL – najlepszy wynik na listach światowych w sezonie 2018 \| SB – najlepszy wynik w sezonie \| PB – rekord życiowy |

### Finał
Źródło: IAAF
| Pozycja | Zawodnik          | Reprezentacja     | #1    | #2    | #3    | #4    | #5    | #6    | Rezultat | Uwagi   |
| ------- | ----------------- | ----------------- | ----- | ----- | ----- | ----- | ----- | ----- | -------- | ------- |
| 01 !    | Will Claye        | Stany Zjednoczone | 16,89 | 16,86 | 16,76 | 17,43 | 17,35 | 17,31 | 17,43    | WL · SB |
| 02 !    | Almir dos Santos  | Brazylia          | 16,70 | 17,22 | 16,97 | x     | 17,41 | x     | 17,41    | PB      |
| 03 !    | Nelson Évora      | Portugalia        | 17,14 | x     | 17,40 | 17,25 | x     | 16,71 | 17,40    | NR      |
| 4.      | Alexis Copello    | Azerbejdżan       | x     | 17,17 | 17,05 | 16,82 | x     | x     | 17,17    | SB      |
| 5.      | Chris Carter      | Stany Zjednoczone | 16,76 | 16,70 | 16,75 | 17,04 | 17,15 |       | 17,15    |         |
| 6.      | Fabrice Zango     | Burkina Faso      | 16,16 | 16,57 | 17,11 | 16,71 | 16,87 |       | 17,11    |         |
| 7.      | Zhu Yaming        | Chiny             | 16,66 | 16,86 | 16,81 | 16,87 | 16,38 |       | 16,87    | PB      |
| 8.      | Dong Bin          | Chiny             | x     | 16,84 | x     | 16,71 | 16,10 |       | 16,84    | SB      |
| 9.      | Cristian Nápoles  | Kuba              | x     | x     | 16,70 |       |       |       | 16,70    |         |
| 10.     | Elvijs Misāns     | Łotwa             | x     | x     | 16,55 |       |       |       | 16,55    | SB      |
| 11.     | Max Heß           | Niemcy            | x     | x     | 16,47 |       |       |       | 16,47    |         |
| 12.     | Momcził Karailiew | Bułgaria          | 16,03 | 16,14 | x     |       |       |       | 16,14    |         |
| 13.     | Clive Pullen      | Jamajka           | x     | 16,13 | x     |       |       |       | 16,13    |         |
| 14.     | Fabrizio Donato   | Włochy            | 15,96 | x     | x     |       |       |       | 15,96    |         |
| 15.     | Andy Díaz         | Kuba              | x     | 15,37 | r     |       |       |       | 15,37    | PB      |